# Xã Ararat, Quận Susquehanna, Pennsylvania
Xã Ararat (tiếng Anh: Ararat Township) là một xã thuộc quận Susquehanna, tiểu bang Pennsylvania, Hoa Kỳ. Năm 2010, dân số của xã này là 563 người.